# Свертілов Микола Іванович
Мико́ла Іва́нович Сверті́лов (рос. Николай Иванович Свертилов; нар. 19 квітня 1947, Кам'янець-Подільський, нині Хмельницької області, Україна) — генерал-полковник (від грудня 2001 року). Начальник Головного ракетно-артилерійського управління Міністерства оборони Російської Федерації (у 2000—2007 роках). Член-кореспондент Російської академії ракетних і артилерійських наук (від 2001 року) .

## Біографія
Микола Іванович Свертілов народився 19 квітня 1947 року в місті Кам'янець-Подільський. У 1954—1965 роках навчався в середній школі в селі Городищі Меленковського району Владимирської області.
1966 року став курсантом Коломенського артилерійського училища в Московській області, яке закінчив 1969 року . 2010 року, коли відзначали 190-річчя училища, Свертілова, згідно з ухвалою ради депутатів міського округу Коломна від 15 грудня 2010 року, було нагороджено почесним знаком «За заслуги перед містом» — «за багаторічну сумлінну працю з підготовки висококваліфікованих військових фахівців для ракетних військ і артилерії країни та в зв'язку з 190-річчям училища» .
1976 року закінчив Пензенське вище артилерійське інженерне училище (навчався в ньому від 1972 року). 1991 року закінчив Вищі академічні курси при Військовій академії Генерального штабу Збройних сил.
Проходив службу у військах (у Приволзькому та Московському військових округах), у центральному апараті Міністерства оборони.
6 травня 1994 року полковника Свертілова, згідно з Указом Президента Російської Федерації Бориса Єльцина, призначено начальником організаційно-планового управління — заступником начальника Головного ракетно-артилерійського управління Міністерства оборони Російської Федерації (ГРАУ МО РФ) . У 1997—2000 роках — начальник штабу — перший заступник начальника ГРАУ МО РФ. Від жовтня 2000 року  до 2007 року  — начальник ГРАУ МО РФ.
Фахівець у галузі обґрунтування напрямків розвитку, забезпечення якості та ефективності ракетно-артилерійського озброєння, розробки, виробництва та випробування стрілецької зброї та засобів ближнього бою.
Керівник і учасник розробки програм випробувань і приймання на озброєння військової техніки.
Автор наукових праць і винаходів із проблем розробки ракетно-артилерійського озброєння, організації виробництва та експлуатації озброєння та військової техніки, забезпечення бойової готовності артилерійських і ракетних частин і з'єднань; військової та військово-технічної політики.
Один із віцепрезидентів Стрілецького союзу Росії .